# Crazy Penguin Catapult
Crazy Penguin Catapult es un videojuego de acción-aventura desarrollado por Sumea y publicado por Digital Chocolate para dispositivos móviles Java ME en 2007, y luego portado a Windows, iOS y Android. El juego gira en torno a pingüinos valientes que defienden sus territorios de los osos polares invasores usando una catapulta. Recuerda a Yetisports y se cree que inspiró el famoso juego móvil Angry Birds que es anterior en dos años.
Una secuela directa titulada Crazy Penguin Catapult 2 fue lanzada el 20 de junio de 2009, también en J2ME e iOS. Siguieron cuatro spin-offs más pequeños, incluido un juego de Facebook Crazy Penguin Wars.

## Jugabilidad
Cada nivel tiene dos etapas: en la primera, el jugador intenta usar una catapulta para arrojar pingüinos a través de un hueco en la pared. Aquellos que logran pasar pasan a la etapa dos, en la que el jugador deja caer a los pingüinos en un área llena de osos polares, con el objetivo de noquear a cada uno de ellos usando los pingüinos buceadores. Los osos polares suelen encontrarse escondidos detrás de estructuras de bloques de hielo, que los pingüinos pueden tener que atravesar con sus cuerpos saltarines. Cada pingüino tiene un número limitado de rebotes.
La escena de introducción, muy parecida a Angry Birds, muestra osos polares que han secuestrado y enjaulado a varios pingüinos. Dado el desempeño del jugador, la cantidad de osos derrotados alcanza hasta 3 estrellas en cada misión, lo que eventualmente puede desbloquear mejoras permanentes, como anillos de fuego que ponen a los pingüinos en llamas para que se derritan en el hielo, una mejora de los pingüinos de goma que les da dos rebotes más, o gemelos. trillizos y cuatrillizos, que suman el número total de pingüinos catapultables. Al final de cada una de las tres secciones del mundo hay una pelea de jefe contra un oso con más puntos de salud que lo habitual.

## Recepción
Crazy Penguin Catapult recibió críticas generalmente positivas. Una reseña de IGN elogia la música y los efectos como "muy bien hechos", pero también dice que "la música se repite bastante y puede parecer demasiado repetitiva para algunos jugadores". Pocket Gamer considera que la parte de catapultar es "un poco débil", pero la adición del modo de estrategia ha hecho que el juego sea "un paquete atractivo y agradablemente jugable". TheAPPera lo llama "un juego peculiar y adictivo que consiste en lanzar pingüinos desde catapultas y apuntar a osos polares enojados. ¡Completa con la linda banda sonora y los efectos y obtendrás un juego increíblemente divertido!" Airgamer concluyó que "todas las animaciones están diseñadas con mucho cariño y tienen un aspecto muy divertido".